# Alessandro Matri
Alessandro Matri (Sant'Angelo Lodigiano, 19. kolovoza 1984.) bivši je talijanski nogometaš koji je igra na poziciji napadača.

## Klupska karijera

### Početci
Matri je rođen u malenom mjestu samo 30 km udaljenom od Milana, a u Milanu je i započeo svoju profesionalnu karijeru za koji je debitirao 24. svibnja 2003. protiv Piacenze i tu je utakmicu započeo od prve minute jer je Milan odmarao veći dio momčadi za finale Lige prvaka koje su igrali samo 4 dana kasnije protiv Juventusa koji je iste godine osvojio talijansko prvenstvo.
Sljedeću sezonu proveo je u juniorskoj momčadi Milana, a sljedeće dvije sezone proveo je na posudbama u dva trećeligaša, Pratu i Lumezzaneu za koje je sveukupno odigrao 64 utakmice u Serie C.

### Rimini
Prije početka 2006./07. sezone Matri je poslan na posudbu u Rimini koji je igrao u Serie B. Te je sezone imao jaku konkurenciju u napadu, a uspio je zabiti 4 pogotka u Serie B i to sve u samo mjesec dana, od ožujka do travnja 2007. Zabio je i jedan pogodak u kupu Italije.

### Cagliari
U lipnju 2007. Cagliari je kupio 50% Matrijevog ugovora od Milana za 2 milijuna eura. Nakon dobrih partija u dresu sardinijske momčadi Cagliari je odlučio otkupiti i drugu polovicu te su čelnici kluba platili još dva milijuna eura Milanu te je tako Matri u potpunosti postao igrač Cagliarija.
Sljedeće je sezone Matri postao treći napadač, no i tako je uspio zabiti šest pogodaka u 31 utakmici. Samo je 11 utakmica započeo od prve minute.
U sezoni 2009./10. Matri je dobio više prilike za igru te je samim time i postao najbolji strijelac kluba s 12 ligaških pogodaka. Sezonu 2010./11. Matri je nastavio jednako dobro, te je čak zabio svom budućem klubu Juventusu na početku te sezone.

### Juventus

#### Sezona 2010./11.
31. siječnja 2011., u zadnjim satima zimskog prijelaznog roka Matri je došao u Juventus na šestomjesečnu posudbu, a Cagliari je za uzvrat dobio preostalu polovicu ugovora Lorenza Ariauda kojeg su već ranije doveli iz Torina. Juventus je dobio priliku kupiti Matrija na kraju sezone što su kasnije i učinili.
Matri je samo dva dana nakon dolaska u Torino i debitirao za Bianconere, a bilo je to protiv Palerma kada su sicilijanci pobijedili 2:1. Već 5. veljače zabio je Matri svoje prve pogotke za Juventus i bilo je to upravo protiv bivšeg kluba Cagliarija. Juve je pobijedio 3:1, a Matri je prvi pogodak zabio glavom na asistenciju Miloša Krasića, dok je drugi zabio iz voleja te nije slavio pri postizanju tih pogodaka.
Zabio je Matri krajem veljače vrlo važan pogodak za Juventus u Derby d'Italia utakmici protiv Intera na asistenciju Frederik Sørensena. Bio je to jedini pogodak na utakmici, a dobrim igrama Matri je polagano postajao ljubimac navijača. Sljedeće tri utakmica Matri nije postigao pogodak, no onda je zabio dva Ceseni, pa jedan u Rimu protiv Rome kada je Juventus pobijedio 2:0. U šest mjeseci provedenih u Juventusu zabio je Matri 9 pogodaka, te su ga tako čelnici torinskog kluba odlučili trajno kupiti.

#### Sezona 2011./12.
Prvi pogodak u sljedećoj sezoni Matri je postigao u drugom kolu na gostovanju u Sieni, pogodak kojime je Juventusu donio minimalnu pobjedu. Matri u svojoj drugoj sezoni u Juventusu nije igrao toliko puno kako se sezona bližila kraju, no postigao je veliki broj odlučujućih pogodaka, a bio je i najbolji strijelac Juventusa u sezoni kada su osvojili prvi naslov prvaka nakon 6 godina.
22. listopada 2011. zabio je dva pogotka protiv Genoe. Početkom 2012. godine Juventus pobjeđuje Lecce u gostima 1:0, a Matri nakon udarca Mirka Vučinića dolazi prvi do odbijene lopte i sprema je u praznu mrežu. Krajem siječnja 2012. Juventusu u Torino dolazi Udinese, a Bianconeri pobjeđuju 2:1. Oba pogotka postigao je upravo Matri. Kasnije je Marco Borriello stigao u klub, te se Fabio Quagliarella oporavio od ozljede i sve je manje prilike za igru dobivao Matri, no koristio ju je maksimalno.
Juventus 25. veljače 2012. gostuje na San Siru kod Milana u izravnom dvoboju za osvajanje naslova prvaka, a Matri postiže jedini Juventusov pogodak kojime samo 10-ak minuta prije kraja donosi vrlo vrijedan bod. Matri je i prije izjednačujućeg pogotka postigao gol, no poništen mu je zbog nepostojećeg zaleđa.
2. travnja Matri produžuje ugovor s Juventusom do 2017. godine. 6. svibnja u Trstu na utakmici protiv Cagliarija osvaja svoj prvi naslov prvaka nakon što je Juventus slavio 2:0.

### Milan
30. kolovoza 2013. Matri prelazi iz Juventusa u Milan, a od zime 2014. je na posudbi u Fiorentini.

### Sassuolo
Matri je potpisao za Sassuolo u kolovozu 2016. godine. Sassuolo je talijanskom napadaču deseti klub u karijeri. Ugovor s A.C. Milanom je Matriju još vrijedio do kraja 2016./17. sezone, međutim napadač je se odlučio za prijevremeni rastanak s milanskim klubom.

### Brescia
U rujnu 2019. godine je Talijanac poslan na posudbu u Bresciju na godinu dana uz mogućnost otkupa ugovora. U Lombardiji je se pridružio nekadašnjem suigraču iz A.C. Milana, Mariju Balotelliju.

## Reprezentativna karijera
Matri je zaslužio svoj prvi poziv u talijansku reprezentaciju za prijateljsku utakmicu protiv Njemačke 9. veljače 2011. godine, nakon dobrih igara u Juventusu. 29. ožujka iste godine debitirao je za Italiju u Kijevu protiv Ukrajine, a odmah je i postigao svoj prvi pogodak u 81. minuti na asistenciju Sebastiana Giovinca. Italija je pobijedila 2:0.

## Vanjske poveznice
- Profil na Transfermarktu
- Profil na Soccerwayu